# Onofre Cândido Rosa
Onofre Cândido Rosa SDB (* 8. Mai 1924 in Paraguaçu, Minas Gerais, Brasilien; † 9. Dezember 2009 in Belo Horizonte, Minas Gerais) war ein brasilianischer Ordensgeistlicher und römisch-katholischer Bischof von Jardim.

## Leben
Nachdem er am 31. Januar 1948 in der Ordensgemeinschaft der Salesianer Don Boscos die erste Profess abgelegt hatte, studierte er von 1948 bis 1950 Philosophie in São João del Rei und 1954 bis 1957 Theologie am Seminar Pius XI. in Lapa. Er erwarb zudem Abschlüsse in Parapsychologie und in Kanonischem Recht.
Onofre Cândido Rosa empfing am 8. Dezember 1957 in São Paulo die Priesterweihe. In der Ordensgemeinschaft war er zunächst 1958 bis 1959 Studienleiter in Pará de Minas, dann 1960 Leiter der Berufsschule in Niterói, 1961 bis 1962 Pfarrvikar in der Pfarrei São João Bosco, São João del Rei, 1963 bis 1966 Ökonom und Direktor des Gymnasiums in Paraguaçu und schließlich von 1967 bis 1969 Pfarrvikar in der Pfarrei São Domingos, Araxá.
Am 9. Januar 1970 ernannte ihn Papst Paul VI. zum Titularbischof von Illiberi und bestellte ihn zum Weihbischof im Bistum Uberlândia. Die Bischofsweihe spendete ihm der Apostolische Nuntius in Brasilien, Erzbischof Umberto Mozzoni, am 19. März 1970 in Araxá. Mitkonsekratoren waren der Erzbischof von Belo Horizonte, João Resende Costa, und der Bischof von Uberlândia, Almir Marques Ferreira. Sein Wahlspruch lautete: Dar a vida pelos irmãos („Unser Leben für die Brüder geben“).
Bereits am 7. September desselben Jahres ernannte ihn der Papst zum Koadjutor des Bischofs von Uberlândia. Schließlich wurde er am 1. Dezember 1977 Koadjutor des Bischofs von Corumbá. Mit dem altersbedingten Rücktritt Ladislau Paz’ SDB am 5. Juli 1978 folgte er diesem als Bischof von Corumbá nach. Am 16. Februar 1981 ernannte ihn Papst Johannes Paul II. zum ersten Bischof des neuerrichteten Bistums Jardim.
Am 4. August 1999 wurde sein altersbedingtes Rücktrittsgesuch angenommen. Er starb zehn Jahre später und wurde in der Kirche Unserer Lieben Frau vom Berge Karmel in seiner Heimat Paraguaçu bestattet.